# Южноафриканская лисица
Южноафрика́нская лиси́ца, кама или же серебристая лисица (лат. Vulpes chama) — вид лисиц, распространённый на юге африканского континента.

## Внешний вид
Окрас шерсти южноафриканской лисицы варьирует от чёрного до серебристо-серого с лёгким желтоватым оттенком по бокам и на животе. Кончик хвоста всегда чёрный. Лисица небольшая — размером с домашнего кота. Длина тела составляет 45—61 см, длина хвоста 35—40 см, высота в холке 28—33 см, а вес от 3,6 до 5 кг.
Самки немного меньше самцов. Количество зубов — 42.

## Распространение
Южноафриканская лисица распространена в Южной Африке от Зимбабве до юга Анголы. Её средой обитания являются главным образом открытые саванны и полупустыни. В последние десятилетия ареал расширился к юго-западу.
Точное количество лисиц никто не знает, но популяция сокращается приблизительно на 16% ежегодно.

## Поведение

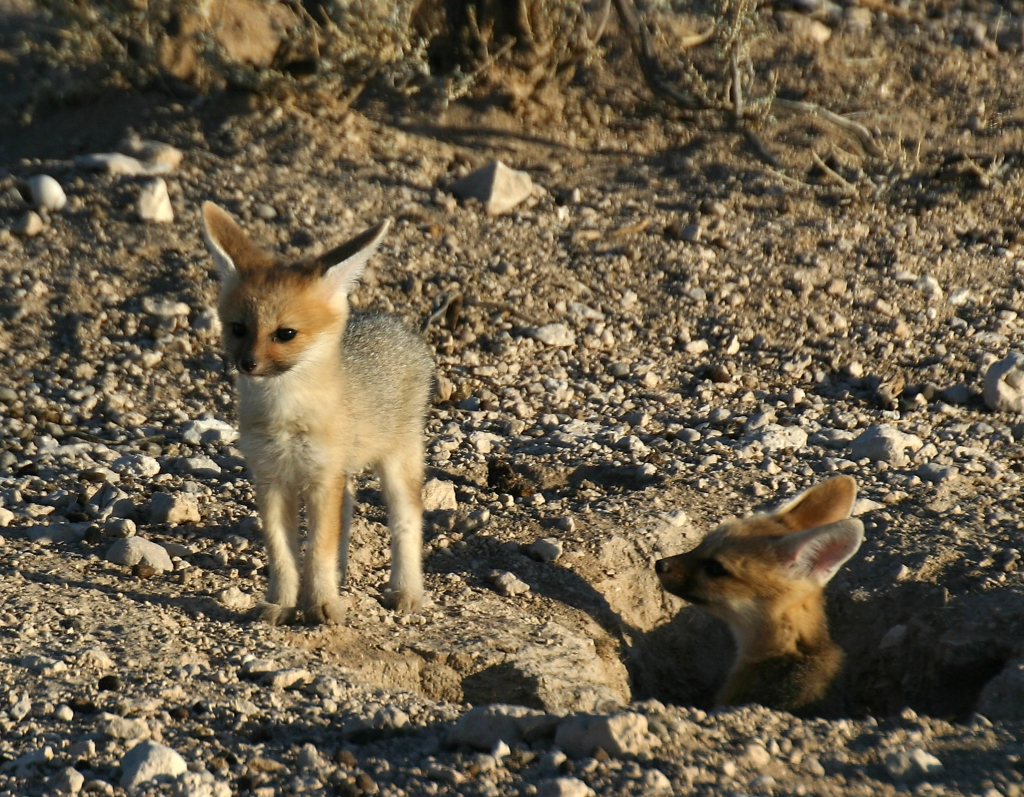
Детёныши южноафриканской лисицы

Южноафриканская лисица активна в ночное время и встречается в саваннах поодиночке или в парах. Как большинство лисиц, южноафриканская лисица всеядна и питается, в основном, мелкими млекопитающими и плодами.
Особи в основном обитают поодиночке, и только на время брачного периода находят себе пару, оставаясь вместе только для того, чтобы вырастить потомство. Самцы покидают семьи через несколько недель после рождения щенят. Моногамны.